# 2019冠狀病毒病香港疫情相關中小企舒緩措施
2019冠狀病毒病（Coronavirus，又稱 COVID-19）介紹因應2019冠狀病毒病香港疫情，政府在香港的首宗個案確診於2020年1月23日，及後由於發現病毒有高度傳染性，政府、教育機構、商界、市民陸續實行社交隔離，對各行業帶來嚴重業務運作和經濟壓力，其中中小企業所受到的影響尤其顯著；對此，香港政府以及業界持份者為香港中小企業提供紓緩措施和資助。（註：本條目內未有標明年份的日期都代表是2020年，「海外國家或地區」不包括中國內地、澳門和台灣）

## 政府相關資助
香港特區政府於2020年2月14日公佈成立港幣300億元「防疫抗疫基金」，提出多項措施包括向零售業、持牌旅行社、食肆、小販等提供現金津貼。

### 香港政府對各行業提供的經濟資助
- 零售業：每家合資格零售商戶可獲得一次過港幣8萬元的資助，而零售集團或連鎖零售商店（隸屬同一商業機構並以同一商業登記經營）在計劃下可獲得最多港幣300萬元的資助（即不可獲得多於38間分店的資助額）。[1]
- 食物業界別及持牌小販：食物業界別中8類持牌人可獲資助，當中合資格普通食肆、水上食肆、工廠食堂持牌人可獲一次性20萬港元資助；小食食肆、新鮮糧食店、食物製造廠、麵包餅食店及燒味滷味店可獲8萬元。但資助計劃並不適用於「2019年重新編配空置固定小販攤位並簽發新牌照」計劃下獲新發小販牌照的小販。[2]
- 物業管理公司：全港公私營住宅物業管理公司可獲港幣26,000元防疫津貼，當中包括：
  - 為前線清潔員工和保安員在疫情期間（2020年2月至5月）提供每月$1,000額外「抗疫辛勞津貼」，每幢合資格樓宇最多6個名額,之後因疫情持續,增加(2020年6月至9月)每月1000元津貼。
  - 向合資格的物管公司／業主組織發放每幢合資格樓宇一筆過$2,000的「抗疫清潔補貼」。每個物業的補貼總額為物業内合資格樓宇幢數的補貼的總和[3]
- 建造業：合資格的顧問、承建商及分包商可各獲得港幣5萬元補助金。24萬名合資格的建造業註冊工人則可各獲得港幣1,500元一次性津貼。[4]
- 藝文界：藝發局長期合約資助的「年度資助」、「文學平台計劃」及「優秀藝團計劃」約61個團體，最多可獲港幣13萬元。藝發局長期合約資助的計劃當中，非出版計劃最多可獲港幣3萬元，出版計劃最多可獲港幣6,000元；而文化交流計劃和委約活動計劃，可直接獲發港幣1.5萬元。非藝發局資助舉辦的藝文計劃最多可獲港幣1.5萬元，個人藝術工作者最多可獲港幣7,500元。[5]

## 私營機構相關資助

### 渣打銀行
渣打銀行現有「拓展易」中小企業分期貸款、「中小企融資擔保計劃」及「中小企業信貸保證計劃」客戶，可申請延遲償還本金最多 6 個月，如有需要，期滿後可申請續期，合共上限 為 12 個月。
新申請「中小企融資擔保計劃」客戶可獲全期擔保費的50%資助，上限為港幣5萬元。初創企業、「拓展易」中小企業分期貸款、「中小企融資擔保計劃」及「中小企業信貸保證計劃」客戶可獲豁免全數戶口管理費用。
新申請「中小企融資擔保計劃」及「中小企業信貸保證計劃」可獲豁免申請手續費。申請「中小企融資擔保計劃」及「中小企業信貸保證計劃」特快通道，申請金額上限可達港幣300萬元。
於2020年2月24日至2020年3月31日期間到期的合資格貿易融資貸款，可獲延長貸款還款期30天。

### 星展銀行
星展銀行於2020年2月13日宣布推出協助中小企業於新型冠狀病毒的疫情下解決迫切的現金流需要的特別支援措施，包括
- 最長可達6個月還息不還本分期貸款（應用於商業按揭、的士及公共小巴貸款）
- 新申請成功「中小企融資擔保計劃」的客戶，貸款手續費和新客開戶手續費可低至全免，以及最高總值港幣5萬元的首年最高50%擔保費回贈[7]

### Uber香港
Uber香港於2020年3月23日決定未來三個月下調其送餐平台服務費，新合作餐廳可獲豁免Uber Eats一次性啟動費。平台亦提高合作餐廳收入彈性，會新增功能讓合作餐廳選擇每日或每周費用結算；另外，若司機夥伴及送餐夥伴被確診感染新型冠狀病毒病及被當局要求自我隔離，公司將提供最多14日經濟協助。

## 相關連結
- 【防疫抗疫基金】零售業資助計劃網站－香港特區政府（页面存档备份，存于）
- 藝文界支援計劃網站（页面存档备份，存于）